# Assassinio allo stadio
Assassinio allo stadio (Murder at the World Series) è un film per la televisione statunitense del 1977 diretto da Andrew V. McLaglen.

## Trama
Uno psicopatico, non accettato come membro della squadra degli Houston Astros, progetta la sua vendetta preparando una serie di rapimenti mentre la squadra gioca nelle  World Series contro la Oakland Athletics.